# Muziekvisualisatiesoftware

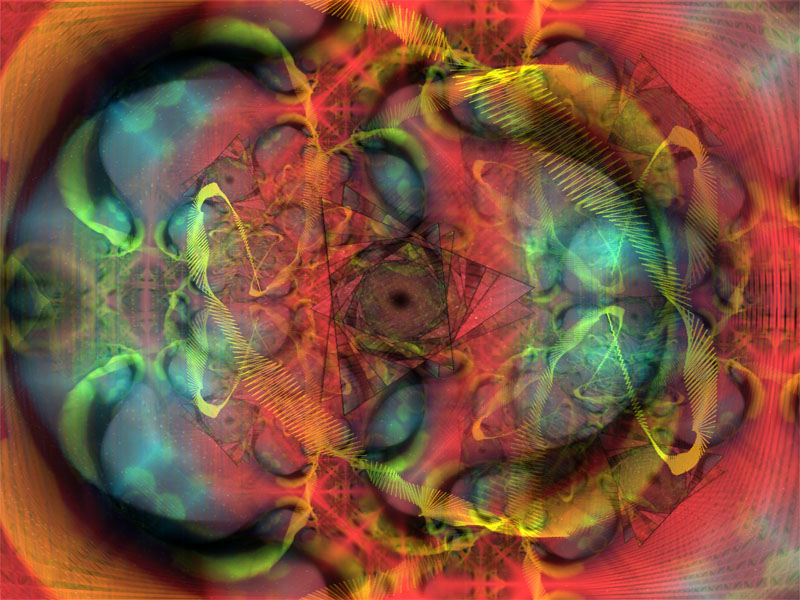
Schermafbeelding van MilkDrop versie 1.04d

Muziekvisualisatiesoftware is software die muziek grafisch in beeld brengt.
Bekende voorbeelden van muziekvisualisatiesoftware zijn MilkDrop (onderdeel van de Advanced Visualization Studio) van Winamp en Neon van de Xbox 360 (geprogrammeerd door Jeff Minter).